# Julgamento das bruxas de Lisboa
O julgamento das bruxas de Lisboa ocorreu entre 1559 e 1560, em Lisboa, tendo sido decretada a execução de cinco mulheres na fogueira pelo crime de heresia e bruxaria. O julgamento gerou um inquérito geral em Portugal, a pedido da rainha D. Catarina, viúva de D. João III e regente durante a menoridade de D. Sebastião, que resultou num segundo julgamento, onde 27 mulheres e um homem foram acusados do mesmo crime, sendo uma das acusadas condenada à morte no ano seguinte. Este foi o único julgamento de bruxas com múltiplas sentenças de morte que ocorreu em Portugal.

## O julgamento
O julgamento das bruxas de Lisboa foi o primeiro dos dois únicos casos instaurados nos tribunais seculares portugueses pelo crime de bruxaria, sendo considerado ímpar em Portugal, uma vez que a acusação por esse crime normalmente não resultava numa condenação ou sentença de morte.
Em 1559, Gomes Soares, desembargador e ouvidor do duque de Aveiro, levou de Aveiro para Lisboa, várias mulheres suspeitas de praticarem feitiçaria. Nos autos do julgamento, nenhum dos nomes das acusadas foi registado. Uma das mulheres confessou ter tido relações sexuais com o Diabo, alegando que o ato era mais prazeroso do que sexo com homens mortais, enquanto outra confessou ter matado mais de 200 bebés. Entre as suas confissões, por se apresentarem com as vestes rasgadas, sujas e com marcas visíveis de tortura, as mulheres afirmaram que o Diabo e os seus demónios as visitavam na prisão e as puniam com violência pelas suas confissões. Cinco mulheres foram sentenciadas à morte na fogueira, tendo a sua execução ocorrido no Largo do Rossio.
Devido ao escândalo e agitação social que se gerou pela gravidade das confissões das mulheres acusadas e a sua execução, a rainha D. Catarina ordenou o levantamento de mais um inquérito geral sobre as práticas de bruxaria em Portugal, que resultou na prisão de 27 pessoas, sendo uma mulher condenada à morte em Coimbra. As restantes 25 mulheres e um homem foram condenados a outras punições, como a prisão, o banimento e castigos corporais como o açoitamento.
Após o caso, não existiram mais julgamentos por bruxaria ou feitiçaria nos tribunais seculares. Apenas o Tribunal da Inquisição Portuguesa levou a julgamento mais de 800 pessoas pelo mesmo crime, sendo quatro pessoas sentenciadas à morte entre 1626 e 1744. Das pessoas sentenciadas, apenas uma foi efetivamente executada, Luís de la Penha, em Évora em 1626. Muitos dos acusados morreram, no entanto, nos calabouços ou celas da Inquisição Portuguesa enquanto aguardavam julgamento ou a sua execução, vítimas de maus-tratos, tortura, negligência ou doença.